# Mark Kirchner
Mark Kirchner (Neuhaus am Rennweg, 4 april 1970) is een Duitse voormalig biatleet. 

## Carrière
Kirchner nam tot de Duitse eenwording deel namens de Duitse Democratische Republiek. Kirchner won driemaal de wereldtitel op de sprint en tweemaal op de estaffete. Kirchner won tijdens de Olympische Winterspelen tweemaal goud met het verenigde Duitse ploeg op de estafette en in 1992 de gouden medaille op de sprint en de zilveren medaille in de individuele wedstrijd.

## Belangrijkste resultaten

### Wereldkampioenschappen
| Jaar | Plaats        | Resultaten                                                                                |
| ---- | ------------- | ----------------------------------------------------------------------------------------- |
| 1990 | Minsk         | sprint · 13e 20 km individueel · 4 x 7,5 km estafette                                     |
| 1991 | Lahti         | 10 km sprint · 20 km individueel · 4x7,5 km estafette                                     |
| 1993 | Borovets      | 10 km sprint · 20e 20 km individueel · 4x7,5 km estafette                                 |
| 1995 | Rasen-Antholz | 52e 10 km sprint · 15e 20 km individueel · 4x7,5 km estafette                             |
| 1996 | Ruhpolding    | 36e 10 km sprint 6e 4x7,5 km estafette                                                    |
| 1997 | Osrblie       | 32e 10 km sprint · 43e 20 km individueel · 14e 12,5 km achtervolging · 4x7,5 km estafette |

### Olympische Winterspelen
| Jaar | Plaats      | Resultaten                                                   |
| ---- | ----------- | ------------------------------------------------------------ |
| 1992 | Albertville | 4×7,5 km estafette · 10 km sprint · 20 km individueel        |
| 1994 | Lillehammer | 4×7,5 km estafette · 12e 10 km sprint · 7e 20 km individueel |